# R-21 (tên lửa)
Tên lửa R-21 (tiếng Nga: Р-21; NATO: SS-N-5 'Sark/Serb'; GRAU: 4K55) là một loại tên lửa đạn đạo phóng từ tàu ngầm trong trang bị của Hải quân Liên Xô từ năm 1963 đến năm 1989. Đây là loại tên lửa SLBM đầu tiên của Liên Xô có khả năng phóng từ tàu ngầm đang lặn và cũng có tầm bắn gấp đôi thế hệ tên lửa đạn đạo SLBM trước đó. Nó đã thay thế cho tên lửa R-11FM và tên lửa R-13 (SS-N-4) trên các tàu ngầm lớp Golf và tàu ngầm Proyekta 658. R-21 sau này được thay thế bởi tên lửa R-27 Zyb (SS-N-6 'Serb') trên tàu ngầm lớp Yankee.

## Phát triển
Việc phát triển tên lửa R-15 và R-21 ban đầu được giao cho Phòng thiết kế Yuzhnoye của Mikhail Yangel (OKB-586) phát triển ngày 20/3/1958. Sau đó, dự án được trao lại cho SKB-385 của Viktor Makeyev ngày 17 tháng 3 năm 1959. Tên lửa R-21 dự định sẽ được trang bị trên các tàu ngầm lớp Golf (Project 629B) của Liên Xô; hệ thống vũ khí hoàn chỉnh có tên gọi tổ hợp D-4.
Trước đó, viện nghiên cứu số 4 đã tiến hành thử nghiệm các hệ thống phóng tên lửa dưới nước từ năm 1955  với một phiên bản của tên lửa Scud  nhưng đến năm 1960 mới tổ chức phóng thử nghiệm thành công lần đầu tiên. Tên lửa R-21 được phóng thử nghiệm lần đầu vào năm 1962. Trong suốt quãng thời gian phục vụ, tên lửa đã phóng thành công 193 lần trong tổng số 228 lần phóng tên lửa.
Tên lửa R-21 có thể là thiết kế cơ sở cho tên lửa No Dong (Rodong-1) của Triều Tiên.

## Thiết kế
Không giống như các tên lửa SLBM của phương Tây, tên lửa R-21 sử dụng kỹ thuật phóng lạnh bằng tên lửa nhiên liệu rắn để đẩy tên lửa ra khỏi ống phóng ngập nước trước khi động cơ chính của tên lửa hoạt động. Điều này cho phép tên lửa có khả năng phóng từ dưới mặt nước ở độ sâu 40-60m. Động cơ sử dụng chất oxy hóa gốc amin là IRFNA (Axit nitric bốc khói đỏ bị ức chế), hay còn gọi là AK-27I/TG-02. Chất oxy hóa AK-27I là một hỗn hợp bao gồm 73% nitric acid, 27% nitrogen tetroxide, và chất ức chế gốc iodine. Nhiên liệu này còn gọi là TONKA-250 ban đầu được sử dụng trên tên lửa Wasserfall và có chứa 50% triethylamine và 50% xylidine. Điều này giúp R-21 có tầm bắn 1.400 km (760 nmi), gấp đôi so với tên lửa phóng từ tàu ngầm thế hệ đầu tiên của Liên Xô. Ban đầu tên lửa có tầm bắn 1300 km, sau đó nó được mở rộng lên 1650 km. Tên lửa mang theo một đầu đạn đương lượng nổ xấp xỉ 800 kilotons.

## Các phiên bản
- R-21 (4K55) - Thiết kế ban đầu
- R-21A (4K55A) - Thiết kế sửa đổi[2]

Có một số nhầm lẫn về loạt tên lửa SS-N-4/5/6 ở phương Tây, SS-N-5 thường mang tên ký hiệu của NATO là 'Sark' giống như SS-N-4 ban đầu được trang bị trên tàu ngầm lớp Golf, nhưng ở một vài phiên bản lại được gọi là 'Serb' thông thường được đặt cho SS-N-6. Jane's uses 'Sark'.

## Trang bị
Tên lửa R-21 đã thay thế tên lửa SLBM thế hệ đầu như R-11FM và R-13 trên một vài tàu ngầm SSBN lớp Golf (Project 629) và lớp Hotel (Project 658), mỗi tàu ngầm trang bị 3 tên lửa, từ năm 1963 đến năm 1967. Tên lửa R-21 được thay thế vào năm 1967 bằng tên lửa R-27 (SS-N-6 'Serb') trên các tàu ngầm lớp Yankee. R-27 có tầm bắn lên tới 2400 km. Bảy trong số tám tàu ngầm lớp Hotel I (Project 658) đã được nâng cấp lên thành tàu ngầm Hotel II (Project 658M) tiêu chuẩn, loại biên vào năm 1991.

## Vận hành bởi
Bắc Triều Tiên
- Hải quân Bắc Triều Tiên

 Liên Xô
- Hải quân Liên Xô

## Link ngoài
- R-21 / SS-N-5 SERB GlobalSecurity.org has many historical details
- www.aviation.ru R-21